# Herb gminy Zebrzydowice
Herb gminy Zebrzydowice – symbol gminy Zebrzydowice, ustanowiony 30 sierpnia 1990.

## Wygląd i symbolika
Herb przedstawia na tarczy w polu zielonym czerwone koło parowozowe, na którym umieszczono oskard górniczy pochylony w lewo, żółty kłos zboża pochylony w prawo oraz białe skrzydło kolejowe skierowane w prawo.